# モルネ・ヴァン・デン・バーグ
モルネ・ヴァン・デン・バーグ（Morné van den Berg）は、南アフリカ共和国のラグビーユニオン選手。

## 経歴
南アフリカ共和国ヨハネスブルグ出身。U16、U18、U19でライオンズ代表として活躍した。
2017年にカリーカップのゴールデン・ライオンズに入団。
2019年と2020年にはウィットウォーターズランド大学に在籍し、同大学代表としてバーシティカップに出場した。
2020年、ライオンズに選出され、スーパーラグビーに出場。2021年からヨーロッパリーグのプロ14レインボーカップ（翌年からユナイテッド・ラグビー・チャンピオンシップに改称）に出場。
2024年、南アフリカ共和国代表に選ばれ、7月20日のポルトガル戦で初キャップを獲得。2025年7月5日のイタリア戦で、初めてのトライを2つ挙げた。